# 松尾たいこ
松尾 たいこ（まつお たいこ、1963年9月12日 - ）は、日本のイラストレーター広島県呉市出身。夫にジャーナリストの佐々木俊尚がいる。2017年現在、東京都在住。

## 人物と経歴
幼いころから絵を描くことが好きで、広島県立広島国泰寺高等学校では目立たない生徒であったが、絵の才能を認められて卒業アルバム委員に選出され、1982年の学校公式卒業アルバムの挿絵を担当したのが初仕事となった。この時点では、東京の美術大学を目指すことができるほどの絵の実力はないと考えており、周りのすすめに従い、地元の広島女学院大学短期大学部に進学、卒業後、マツダに就職して11年間勤務。自分にできることを探しながらシステム開発などに携わった。
しかしどうしても本格的に絵を学びたくなり、1995年、32歳にして退職上京。セツ・モードセミナー、福井真一イラストレーション教室などに通い、1998年、第16回「ザ・チョイス」年度賞鈴木成一賞受賞、フリーのイラストレーターとなる。
「やはり絵の勉強がしたい」と上京したのは人生で初めて自分で決断したことであり、今、高校生の「自分にはなにもない」と思っている私に会えたなら「そんなことはない」と声をかけてやりたい、何かをスタートするには遅すぎるということはない、高校生の私のように「将来やりたいことがみつからない」「自分に自信がない」という生徒には、あせることはないと伝えたいと述べている。
書籍カバーでは「奇想コレクション」シリーズ、「日本の古典をよむ」シリーズ、「スティーブン・キング」シリーズ、横山秀夫『クライマーズ・ハイ』、カズオ・イシグロ『わたしを離さないで』、小林聡美『アロハ魂』、柴田よしき『愛より優しい旅の空』など、手がけた本の装丁画は300冊にのぼる。この他、CDジャケット、広告ポスター、パッケージデザインなども手掛けている。
2017年、広島県立美術館の日本・ブータン国交30周年記念特別展「ブータン展」のアートディレクタに選出され、展示会場設計などを担当した。